# Бусманн, Пьер
Пьер Бусманн (фр. Pierre Bousmanne, 11 апреля 1925, Брюссель, Бельгия) — бельгийский хоккеист (хоккей на траве), нападающий.

## Биография
Пьер Бусманн родился 11 апреля 1925 года в бельгийском городе Брюссель.
В 1952 году вошёл в состав сборной Бельгии по хоккею на траве на Олимпийских играх в Хельсинки, поделившей 9-12-е места. Играл на позиции нападающего, провёл 4 матча, забил (по имеющимся данным) 1 мяч в ворота сборной Финляндии.